# Casey Arriba
Casey Abajo es un barrio ubicado en el municipio de Añasco en el estado libre asociado de Puerto Rico. En el Censo de 2010 tenía una población de 103 habitantes y una densidad poblacional de 46,08 personas por km².

## Geografía
Casey Abajo se encuentra ubicado en las coordenadas 18°16′5″N 67°6′19″O / 18.26806, -67.10528. Según la Oficina del Censo de los Estados Unidos, Casey Abajo tiene una superficie total de 2.24 km², de la cual 2.23 km² corresponden a tierra firme y (0.12%) 0 km² es agua.

## Demografía
Según el censo de 2010, había 103 personas residiendo en Casey Abajo. La densidad de población era de 46,08 hab./km². De los 103 habitantes, Casey Abajo estaba compuesto por el 92.23% blancos, el 1.94% eran afroamericanos, el 4.85% eran de otras razas y el 0.97% pertenecían a dos o más razas. Del total de la población el 98.06% eran hispanos o latinos de cualquier raza.